# ソナム・サンポ
ロプン・ソナム・サンポ（sLob dpon bsod nams bzang po、生没年不詳）は、中央チベットツァン地方の名家コン氏に生まれたチベット人。在家のまま公主（チンギス・カン家の女性）を娶り白蘭王に封ぜられたことで知られる。

## 概要
ソナム・サンポは大元ウルスに仕えて「帝師」となったことで著名なパクパと初代白蘭王チャクナ・ドルジェの弟のイェシェー・チェンネーの子のサンポペルの息子にあたる。ソナム・サンポは歴代の白蘭王の中で唯一『元史』などの漢文史料に豊富に記録が残っており、チベット語史料/漢文史料の記述は一致する。
『フゥラン・テプテル』などのチベット語史料によると、ソナム・サンポは父のサンポペルがマンジ（旧南宋領のモンゴル語呼称）に居た時に生まれ、若年の内に北方で国公（Gu'i gung）となったという。ソナム・サンポはゲゲーン・カアン（英宗シデバラ）の治世の1321年（至治元年）12月、還俗してゲゲーン・カアンの娘のムンダガン（Mun dha gan）を与えられて、白蘭王に封ぜられた。
その後、何らかの理由で一時的に出家したが、イェスン・テムル・カアン（泰定帝）の治世の1326年（泰定3年）に還俗して再び白蘭王に封ぜられた。この時、ソナム・サンポは「西番三道宣慰司事（西番三道は烏思蔵宣慰使司都元帥府・土蕃等路宣慰使司都元帥府・吐蕃等処宣慰司都元帥府ぼ総称）」を領したとされる。
『フゥラン・テプテル』によると、ソナム・サンポはドカム地方で逝去したと伝えられ、その弟であるクンガ・レクペー・ギェンツェン・パルサンポ（Kun dga' legs pa'i rgyal mtshan dpal bzang po）がソナム・サンポの妻であった公主を娶り、白蘭王の地位も継承した。